# Deschutes
Deschutes era il nome in codice di un progetto alla base di 2 differenti processori Intel, arrivato sul mercato nel corso del 1998: era alla base della seconda generazione della CPU Pentium II (ed era quindi il successore del core Klamath) e del primo "Pentium II Xeon", il capostipite di una lunga generazione di processori Xeon, pensati da Intel per i server a 32 bit, e che andava di fatto a succedere al Pentium Pro.

## Caratteristiche tecniche

### Processo produttivo

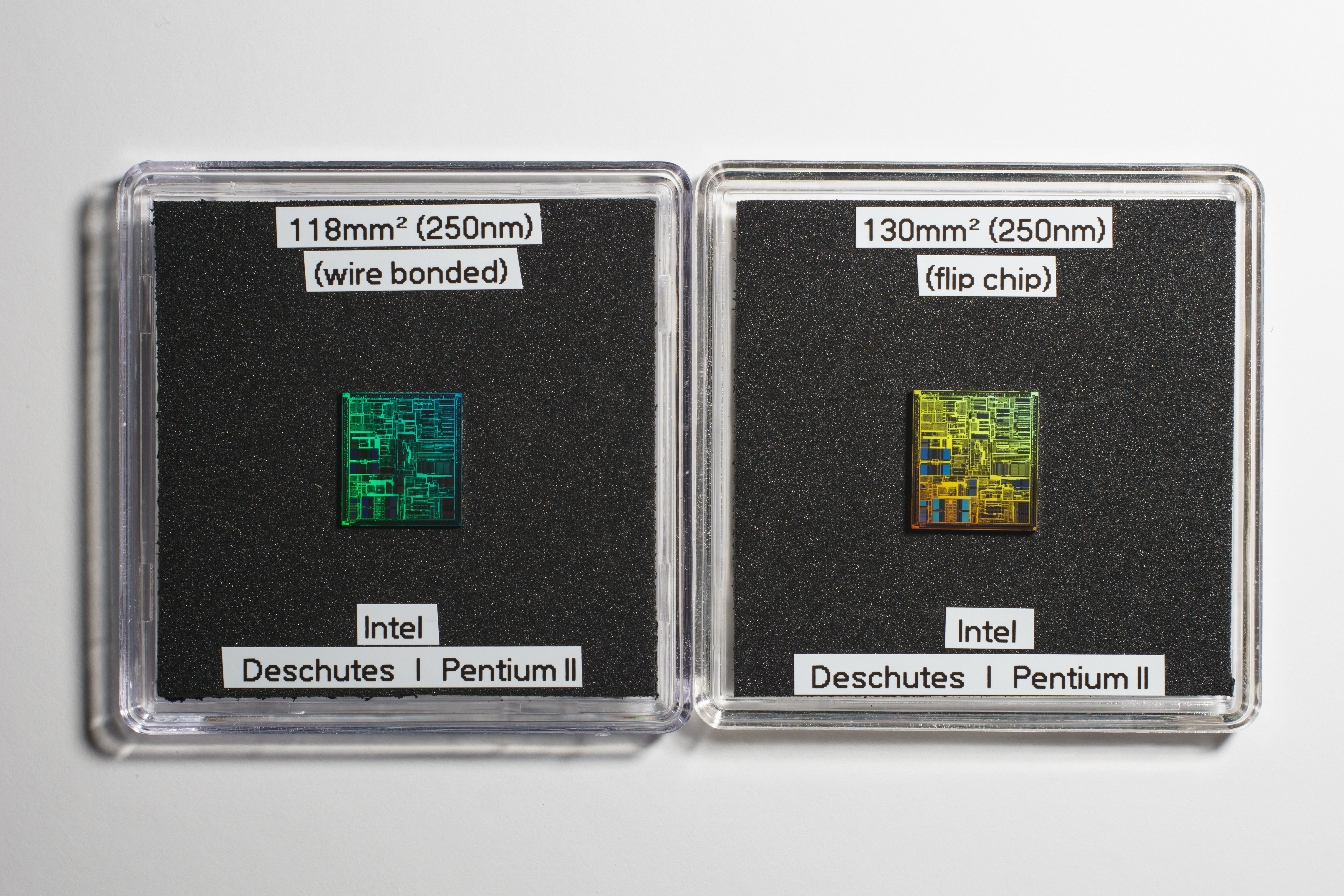
Due Die di Pentium II Deschutes

Le differenza tra Deschutes e il suo diretto predecessore, Klamath, erano relativamente ridotte e risiedevano soprattutto nell'adozione del nuovo processo produttivo a 250 nm (a differenza del precedente a 350 nm) che consentì di diminuire in maniera tangibile il consumo di energia e quindi la temperatura di esercizio, grazie anche all'abbassamento del voltaggio di alimentazione che era sceso a soli 2 V, rispetto ai 2,8 V del modello precedente.
Oltre alle maggiori frequenze di funzionamento venne aumentato anche il bus, portato a 100 MHz, e che ora non costituiva più un "collo di bottiglia" alle prestazioni della CPU come era invece accaduto per la generazione precedente. Anche per Deschutes venne utilizzato lo Slot 1 per collegare il processore alla scheda madre, in luogo del tradizionale socket. Ciò era reso necessario dal fatto che la cache L2, pari ancora a 512 KB, era posizionata all'esterno del die del processore, su una scheda elettronica chiamata SECC (acronimo di "Single Edge Connector Cartdrige"), e funzionava alla metà della frequenza del processore.

#### Diverse velocità per la cache
La velocità dei chip della cache aveva differenti velocità a seconda della frequenza del processore e, più precisamente, i moduli usati nelle CPU a 333 MHz e 350 MHz avevano chip da 5,5 ns (nanosecondi), il modello a 400 MHz utilizzava chip da 5 ns, mentre il più veloce a 450 MHz sfruttava moduli da 4,4 ns.

### Alcuni modelli "strozzati"
Pur avendo dismesso la produzione di Pentium II Klamath alla fine di agosto 1998, Intel fu costretta a utilizzare alcuni esemplari costruiti secondo il nuovo progetto, facendoli funzionare a clock inferiore (pur potendo funzionare a frequenze più alte) e cioè a 266 MHz e 300 MHz, a causa della pressante richiesta del mercato per queste frequenze.

## La variante per i server: Pentium II Xeon (Drake)

Logo del Pentium II Xeon

Come detto prima, venne progettata anche una specifica versione di Deschutes che diventò la base della nuova CPU Xeon dedicata ai server di fascia media; tale versione era conosciuta anche con il nome in codice Drake, e commercialmente come "Pentium II Xeon"; infatti, solo dal progetto Foster, Intel decise di abbandonare il riferimento al processore desktop da cui deriva lo Xeon in questione. Tale versione, operante alle frequenze di clock di 400 MHz e di 450 MHz, era dotata di una cache L2 direttamente saldata sulla SECC e non sul die (come avveniva nelle cpu Celeron Mendocino), operante alla stessa frequenza di clock del processore (e non alla metà della frequenza di clock come nei Pentium II tradizionali) ed era disponibile in tagli variabili da 512 KB fino a ben 2 MB, una quantità enorme per l'epoca, resa disponibile proprio dalla mancata integrazione nel die del processore. La connessione alla motherboard avveniva invece per mezzo dello Slot 2, non compatibile meccanicamente ed elettronicamente con lo Slot 1.

## Chipset supportati
Il chipset utilizzato per le versioni di Deschutes indirizzate ai Pentium II, era l'i440BX che rispetto al precedente i440LX usato per Klamath poteva supportare il nuovo BUS a 100 MHz. Quello per le versioni Xeon, era o l'i440GX per i sistemi biprocessore, oppure l'i440NX per i sistemi a 4 vie.

## Modelli
La tabella seguente mostra i modelli di Pentium II e Pentium II Xeon, basati sul core Deschutes, arrivati sul mercato. Molti di questi condividono caratteristiche comuni pur essendo basati su core diversi; per questo motivo, allo scopo di rendere maggiormente evidente tali affinità e "alleggerire" la visualizzazione alcune colonne mostrano un valore comune a più righe. Di seguito anche una legenda dei termini (alcuni abbreviati) usati per l'intestazione delle colonne:
- Nome Commerciale: si intende il nome con cui è stato immesso in commercio quel particolare esemplare.
- Data: si intende la data di immissione sul mercato di quel particolare esemplare.
- Socket: lo zoccolo della scheda madre in cui viene inserito il processore. In questo caso il numero rappresenta oltre al nome anche il numero dei pin di contatto.
- Clock: la frequenza di funzionamento del processore.
- Molt.: sta per "Moltiplicatore" ovvero il fattore di moltiplicazione per il quale bisogna moltiplicare la frequenza di bus per ottenere la frequenza del processore.
- Pr.Prod.: sta per "Processo produttivo" e indica tipicamente la dimensione dei gate dei transistor (180 nm, 130 nm, 90 nm) e il numero di transistor integrati nel processore espresso in milioni.
- Voltag.: sta per "Voltaggio" e indica la tensione di alimentazione del processore.
- Watt: si intende il consumo massimo di quel particolare esemplare.
- Bus: frequenza del bus di sistema.
- Cache: dimensione delle cache di 1º e 2º livello.
- XD: sta per "XD-bit" e indica l'implementazione della tecnologia di sicurezza che evita l'esecuzione di codice malevolo sul computer.
- 64: sta per "EM64T" e indica l'implementazione della tecnologia a 64 bit di Intel.
- HT: sta per "Hyper-Threading" e indica l'implementazione della esclusiva tecnologia Intel che consente al sistema operativo di vedere 2 core logici.
- ST: sta per "SpeedStep Technology" ovvero la tecnologia di risparmio energetico sviluppata da Intel e inserita negli ultimi Pentium 4 Prescott serie 6xx per contenere il consumo massimo.
- VT: sta per "Vanderpool Technology", la tecnologia di virtualizzazione che rende possibile l'esecuzione simultanea di più sistemi operativi differenti contemporaneamente.

| Pentium II         | Pentium II  | Pentium II | Pentium II | Pentium II | Pentium II      | Pentium II | Pentium II | Pentium II | Pentium II              | Pentium II | Pentium II | Pentium II | Pentium II | Pentium II |
| Nome Commerciale   | Data        | Socket     | Clock      | Molt.      | Pr.Prod.        | Voltag.    | Watt       | Bus        | Cache                   | XD         | 64         | HT         | ST         | VT         |
| ------------------ | ----------- | ---------- | ---------- | ---------- | --------------- | ---------- | ---------- | ---------- | ----------------------- | ---------- | ---------- | ---------- | ---------- | ---------- |
| Pentium II 333 MHz | 26/gen/1998 | Slot 1     | 333 MHz    | 5x         | 250 nm 7,5 mil. | 2 V        | 24 W       | 66 MHz     | L1=32KB L2=512KB L3=0MB | No         | No         | No         | No         | No         |
| Pentium II 350 MHz | 15/apr/1998 | Slot 1     | 350 MHz    | 3,5x       | 250 nm 7,5 mil. | 2 V        | 24 W       | 100 MHz    | L1=32KB L2=512KB L3=0MB | No         | No         | No         | No         | No         |
| Pentium II 400 MHz | 15/apr/1998 | Slot 1     | 400 MHz    | 4x         | 250 nm 7,5 mil. | 2 V        | 24 W       | 100 MHz    | L1=32KB L2=512KB L3=0MB | No         | No         | No         | No         | No         |
| Pentium II 450 MHz | 24/ago/1998 | Slot 1     | 450 MHz    | 4,5x       | 250 nm 7,5 mil. | 2 V        | 24 W       | 100 MHz    | L1=32KB L2=512KB L3=0MB | No         | No         | No         | No         | No         |
| Pentium II Xeon    |             |            |            |            |                 |            |            |            |                         |            |            |            |            |            |
| P II Xeon 400 MHz  | 29/giu/1998 | Slot 2     | 400 MHz    | 4x         | 250 nm 7,5 mil. | 2,8 V      | 33 W       | 100 MHz    | L1=32KB L2=512KB L3=0MB | No         | No         | No         | No         | No         |
| P II Xeon 400 MHz  | 29/giu/1998 | Slot 2     | 400 MHz    | 4x         | 250 nm 7,5 mil. | 2,8 V      | 40 W       | 100 MHz    | L1=32KB L2=1MB L3=0MB   | No         | No         | No         | No         | No         |
| P II Xeon 450 MHz  | 6/ott/1998  | Slot 2     | 450 MHz    | 4,5x       | 250 nm 7,5 mil. | 2,8 V      | 33 W       | 100 MHz    | L1=32KB L2=512KB L3=0MB | No         | No         | No         | No         | No         |
| P II Xeon 450 MHz  | 5/gen/1999  | Slot 2     | 450 MHz    | 4,5x       | 250 nm 7,5 mil. | 2,8 V      | 40 W       | 100 MHz    | L1=32KB L2=1MB L3=0MB   | No         | No         | No         | No         | No         |
| P II Xeon 450 MHz  | 5/gen/1999  | Slot 2     | 450 MHz    | 4,5x       | 250 nm 7,5 mil. | 2,8 V      | 47 W       | 100 MHz    | L1=32KB L2=2MB L3=0MB   | No         | No         | No         | No         | No         |

Nota: la tabella soprastante è un estratto di quelle complete contenute nelle pagine del Pentium II e dello Xeon.

## I successori
Nel settore desktop, Deschutes fu al tempo stesso il migliore esponente della famiglia Pentium II e il suo tramonto, dato che era ormai evidente la necessità di un rinnovamento sostanziale del processore; il suo successore fu Katmai, il primo Pentium III, presentato il 26 febbraio 1999.
Nel settore server, dopo il Pentium II Xeon Deschutes (o meglio, Drake), arrivò il Pentium III Xeon Tanner, derivato da Katmai, il 17 marzo 1999. In realtà non apportava grandi differenze rispetto a Deschutes, se non alcuni affinamenti tecnici che permisero l'aumento del clock massimo, arrivato a 600 MHz.